# Katar Hol
Katar Hol è un personaggio dei fumetti DC Comics, la versione della Silver Age del supereroe Hawkman. Creato da Gardner Fox e Joe Kubert, comparve per la prima volta in The Brave and the Bold n. 34 (febbraio-marzo 1961).

## Biografia del personaggio

### Versione della Silver Age
Katar Hol fu un ufficiale di polizia decorato sul pianeta Thanagar. Suo padre fu Paran Katar, rinomato ornitologo ed inventore. Tra le varie creazioni di Paran vi furono il metallo antigravitazionale Nth e le conseguenti ali.
Quando Katar compì diciotto anni, una razza aliena chiamata Manhawks invase Thanagar e cominciò a saccheggiare il pianeta. Paran inviò il giovane Katar ad infiltrarsi nel loro nido vestito da uccello e portare indietro informazioni sugli alieni. Utilizzando queste informazioni, Paran creò un'armatura da battaglia simile ad un'aquila che conteneva della tecnologia avanzata, come il suo Metallo Nth. Katar utilizzò quest'armatura, e la gamma di armi tecnologiche di Paran, per scacciare gli invasori da Thanagar.
Questo, comunque, non mise fine al problema. Alcuni Thanagariani avevano imparato il concetto di furto dai Manhawks. A causa della quantità di crimine, il governo Thanagariano creò una forza di polizia. In onore di Paran e dei suoi risultati, la nuova forza di polizia cominciò ad utilizzare le sue armature aquile-formi e il suo equipaggiamento. Paran fu la guida di questa nuova forza di polizia, chiamata Hawk-Police (o Wingmen), e suo figlio fu una delle prime reclute.
Katar divenne presto il più abile degli Wingmen. Quando un gruppo chiamato Rainbow Robbers cominciò a commettere crimini, Katar fu affiancato dalla recluta Shayera Thal per inseguire e arrestare i criminali. Durante il caso, Shayera salvò la vita di Katar, e i due, presto, si innamorarono. Poche settimane dopo, Katar fece la proposta a Shayera, che accettò e infine lo sposò, finendo per lavorare insieme come partner per la vita nella Hawk-Police.
Dopo dieci anni di matrimonio e di lavoro, il duo fu inviato sulla Terra nel 1959 per catturare il Thanagariano mutaforma Byth. Durante la loro missione, incontrarono George Emmett, Commissario del Dipartimento di Polizia di Midway City, e gli raccontarono delle loro origini aliene. Con l'aiuto di Emmett, i due trovarono un posto nella vecchia casa del fratello di Emmett, Ed, come curatori del museo locale, e adottarono le identità di Carter e Shiera Hall. Dopo aver catturato Byth e averlo rispedito su Thanagar, chiesero di poter rimanere sulla Terra per lavorare come autorità al fine di imparare i metodi della polizia umana. I due agivano però pubblicamente come gli eroi Hawkman II e Hawkgirl II (successivamente Hawkwoman).
Il resto dei personaggi di supporto di Hawkman consistevano di Mavis Trent, naturalista del museo e artista diorama che flirtava con Katar; Joe Tracy, pubblicista del museo; il suo comandante ufficiale Andar Pul; un'enorme aquila rossa di nome Big Red che viveva vicino a Hawk Valley; e l'orfano adolescente Charley Parker, Golden Eagle. Katar ottenne anche una certa varietà di avversari come il Ladro di Ombre, Matter Master, Ira Quimby (I. Q.), Konrad Kaslak, l'Alleanza Criminale Mondiale, Lion-Mane, Kanjar-Ro, Hyathis, Fadeaway Man e Gentleman Ghost.
Katar si unì alla Justice League of America nei primi anni sessanta, dove divenne amico di Atomo e dove frequentemente litigava con Freccia Verde, con cui spesso era in disaccordo riguardo al significato di "autorità".
Hol lasciò per qualche tempo la JLA, quando Thanagr venne colpita dalla piaga dell'Equalizzatore, con cui i Thanagariani cambiarono così tanto che i loro talenti fisici e mentali, e addirittura le loro altezze, divennero le stesse. Con l'aiuto della JLA, Hawkman riuscì a invertire gli effetti della piaga.
Tuttavia, dopo essersi ripresi da questa esperienza, Thanagar adottò un punto di vista più espansionistico, e andò in guerra contro il pianeta Rann, che orbita intorno ad Alpha Centauri. Questo costrinse Katar e Shayera a scegliere se combattere con o contro il loro pianeta, e scelsero di opporsi a Thanagar, venendo esiliati sulla Terra. Più o meno in questo periodo, la stessa Shayera si unì alla JLA e prese il nome di Hawkwoman.
Dopo la stipulazione della tregua tra Rann e Thanagar, quest'ultimo decise segretamente di appropriarsi della Terra. Hol si oppose con tutti i suoi sforzi in una "guerra segreta" furtiva per molti anni.
Dopo gli eventi della miniserie Crisi sulle Terre infinite, le storie di Terra-1 e Terra-Due si fusero insieme. Come risultato, la versione della Golden Age che quella della Silver Age di Hawkman e di Hawkgirl/Hawkwoman vivevano sulla stessa Terra. Inizialmente, l'Hawkman e la Hawkwoman della Silver Age mantennero inalterate le loro storie. Portarono Superman su Krypton (ora un pianeta fatto di gas), su unirono alla Justice League International, si allearono con Atomo, e aiutarono Animal-Man a disinnescare una bomba Thanagariana durante l'Invasione!. Tuttavia, la DC invertì questa decisione e rinnovò la continuità di Hawkman dopo la miniserie Hawkworld del 1989. Originariamente, Hawkworld rinarrava le origini dell'Hawkman e della Hawkwoman della Silver Age, ma dopo il suo successo, la DC lanciò la serie mensile Hawkworld ambientata nel presente, risultando un completo rinnovamento della continuità di Hawkman. Facendo così, comparirono numerosi errori di continuità intorno alla Justice League di Hawkman ed Hawkwoman che andavano sistemati.

### Versione post-Hawkworld
Katar Hol fu rinnovato nel prestigioso formato della minisierie Hawkworld di Timothy Truman. Seguì poi una serie regolare omonima.
In questa nuova versione Katar Hol era un giovane ufficiale di polizia sul pianeta Thanagar, ed era il figlio di una famiglia privilegiata essendo discendente di Paran Katar. Ma Thanagar era un mondo che conquistava e minava le risorse degli altri mondi per mantenere alto lo standard di vita dei suoi abitanti, e Hol capì che tutto ciò era sbagliato. Si ribellò contro il sistema e era a favore dei vecchi giorni su Thanagar. Divenne uno studente di storia e archeologia, e ammirò il leggendario eroe di Thanagar, Kalmoran. Hol divenne poi dipendente da una droga ricreativa, e fu manipolato dal corrotto e rinnegato agente di polizia Byth perché uccidesse il proprio padre, e fu così esiliato sull'Isola delle Possibilità.
In quel periodo, trovò uno dei residenti dell'isola che sfoggiava un paio di ali. Katar, disilluso, lo uccise e gli rubò le ali. Vide che le ali gli andavano a pennello e che le ali rubate a quell'uomo erano naturali. Inorridito da ciò che fece, il fratello dell'uomo che uccise lo aiutò durante la scomparsa dei sintomi da assuefazione della droga e lo aiutò a fare pace con sé stesso.
Quando la sua sentenza scadde, Hol fu mandato nel Downside. Tuttavia, riuscì a fuggire e, sotto copertura, andò a sconfiggere Byth, che nel frattempo aveva sviluppato delle abilità mutaforma. Come risultato, fu reintegrato nella forza di polizia e gli fu assegnato un partner, Shayera Thal - una giovane donna da una classe sociale minore.
Appena dopo che Fel Andar lasciò la Terra, Katar e Shayera vi furono inviati, dove servirono da ambasciatori in buona fede per il loro pianeta e rimasero in qualche tempo a combattere criminali, sia umani che alieni, in luoghi come il quartiere Netherworld di Chicago. Soprannominato dalla stampa Hawkman III, Katar e Shayera, Hawkwoman II, ebbero una tempestosa relazione professionale, ma infine Shayera decise di allontanarsi da Katar, che continuò da solo.
Katar incontrò Carter Hall e Shiera Sanders che ritornarono da Asgard con il resto della Justice Society of America. Seppe che suo padre era giunto sulla Terra durante la seconda guerra mondiale, sotto l'alias di "Perry Carter". Le Aquile della Golden Age, Carter e Shiera Hall, erano amici di Paran, e loro due furono la sua ispirazione per gli Wingmen. In un'avventura, Carter portò Katar, ferito, da una donna Cherokee (di nome Naomi, "Faraway Woman") per essere guarito. Katar scoprì che anche lei conobbe Paran Katar, suo padre. Lei e Paran si innamorarono, e i due fuggirono con gli Halls come testimoni. Dato che Naomi era la sua madre biologica, lui rimaneva un ibrido Thanagariano-umano.
Durante gli eventi di Ora zero, Katar Hol fu fuso con Carter, Shiera, ed una creatura "dio falco", in una nuova versione di Hawkman, un avatar vivente del dio falco che ebbe qualche avventura, continuando a dare la caccia ai criminali e ad avere a che fare con la sua furiosa giustizia. Successivamente divenne pazzo (a causa delle molte incarnazioni dei vari Hawkman nella sua testa), finché non fu poi bandito nel Limbo dalle abilità combinate di Arion e Martian Manhunter.
A causa del ritorno di Carter Hall dal mondo dei morti prima della Crisi infinita, fu affermato che l'anima di Katar Hol si dissipò dal Limbo/Reame del dio Falco ed è ora deceduta. Al momento, Carter Hall abita una versione ricostruita del corpo post-Ora Zero di Katar Hol, che somiglia molto a Carter Hall, ma con i capelli scuri ed un'aria molto più barbarica.

## Altre versioni
Il Katar Hol della Silver Age comparve anche al di fuori della sua normale continuità.
- In Justice di Alex Ross, Katar Hol è un membro della Justice League ed è sposato con Shayera - anche lei membro della JLA - e lavorano come curatori del museo di Midway City. Ci si riferisce a lui più comunemente come "Carter", anche Shayera lo chiamò così. Nel climax della serie, indossò un'armatura da combattimento che somigliava fortemente ad un dio-falco. Comparve anche in Secret Origins e in Libertà e Giustizia, sempre di Ross.
- Katar e Shayera comparvero nella serie limitata in prestigioso formato in tre parti della Elseworld Legend of the Hawkman (2000). La storia si ambienta nella linea temporale di Terra-1, qualche tempo dopo The Brave and the Bold n. 34. La storia si basa sul desiderio di Shayera di ritornare su Thanagar, mentre Katar mostrò un forte adattamento alla vita sulla Terra. Anche se questo fumetto non fu mai apostrofato come un progetto della Elseworld quando fu originariamente pubblicato, ora viene accettato come tale, con la storia basata sulle versioni di Hawkman e di Hawkwoman della Silver Age durante l'era pre-Crisi sulle Terre Infinite.
- In JLA: The Nail, Katar Hol fu ucciso da Amazo mentre tentava di portare Freccia Verde al sicuro. Fu spesso menzionato nel sequel, Another Nail.
- In Batman: Il cavaliere oscuro colpisce ancora, i Falchi tentarono di ritornare su Thanagar per sfuggire alla dittatura militare di Lex Luthor, per poi schiantarsi nella foresta pluviale della Costa Rica. Decisero comunque di rimanere nascosti. Diedero alla luce due bambini, un maschio e una femmina, che nacquero con ali naturali. Katar e Shayera furono uccisi da un'irruzione militare ordinata da Luthor, e morirono finendo per abbracciarsi nel loro ultimo istante. Da lì in poi i bambini furono portati nella giungla e furono votati alla vendetta contro Luhtor. Come Hawkboy, il bambino, ora adulto, poté uccidere Luthor sotto permesso di Batman, dato che l'eroe capì cosa passò il ragazzo.
- Le Aquile della Silver Age ebbero un cammeo in Adventures in DC Universe 80-Page Giant quando Chronos II viaggiò nel tempo e nello spazio. Li vide combattere contro i Manhawks.
- Il Katar Hol della Silver Age fu uno dei "fantasmi" del vuoto ristorante "Planet Krypton" in The Kingdom: Planet Krypton n. 1.
- Hawkman comparve in Che cosa è successo all'Uomo del Domani? in Action Comics n. 583, tentando di attraversare una barriera intorno alla Fortezza della solitudine.
- Katar e Shayera Hol comparvero nel crossover DC-Marvel JLA/Vendicatori a causa della distorsione temporale creata da Krona.

## Altri media
- La prima comparsa animata di Katar Hol avvenne nella serie animata del 1967 The Superman/Hourman Hour of Adventure, in cui Hawkman comparve in numerosi corti, anche in avventure individuali o come parte della Justice League.
- Hawkman comparve come Super Amico in The All-New Super Friends Hour, Challenge of the Super Friends, Super Friends e The Super Power Team: Galactic Guardians. Hawkman comparve in quasi ogni episodio di Challenge of the Super Friends, ma ebbe delle battute solo in 13 delle 16 puntate della serie.
- Hawkman comparve nella serie televisiva del 1979 Legends of the Superheroes.
- Hro Talak dall'episodio in tre parti Attraverso una stella della serie animata Justice League, è un anagramma di Katar Hol. I produttori della serie volevano inizialmente che Hro Talak fosse la versione animata di Hawkman, ma la DC Comics rifiutò di permetterlo poiché Hro Talak era un antieroe, quasi malvagio, che intendeva sacrificare la vita di migliaia di persone innocenti, per la sua razza. Introdussero quindi Carter Hall nell'ultima stagione della serie Justice League Unlimited, il cui nome in passato si rivelò essere Katar Hol. Hro Talak può essere paragonato, se non fu addirittura basato, al personaggio di Fel Andar.
- Hawkman ebbe un cameo nella puntata della serie animata The Batman, L'invasione dei Joining (seconda parte) e comparve nel penultimo episodio Battaglia in volo e infine nell'ultimo episodio in due parti La scomparsa degli eroi, doppiato in originale dall'attore Robert Patrick. Mentre non ne fu identificato il nome, un commento a proposito della Batcaverna che somigliava ad un quartier generale della polizia di Thanagar ed un commento su tutti i criminali con cui combatté sui due mondi indicò che lui era Katar Hol.
- Katar Hol ebbe un cameo come Hawkman alla fine del film animato Justice League: The New Frontier. Lo si vede durante il famoso discorso di John F. Kennedy.